# 若瑟·卡普里奧
高理耀樞機（英語：Giuseppe Caprio，直譯為：若瑟·卡普里奧；1914年11月15日—2005年10月14日），是意大利的天主教司鐸級樞機及耶路撒冷聖墓騎士團總團長。

## 生平
卡普里奧於1939年4月8日在意大利阿韋利諾省的城鎮拉皮奧出生。他在羅馬宗座額我略大學獲得了法律學位，1938年12月17日晉鐸。他曾擔任駐蘇黎世、駐布魯塞爾、駐南京外交官。1951年曾被中華人民共和國政府軟禁，其後驅逐外境。教宗庇護十二世於1959年5月將他任命為駐華公使。
教宗若望二十三世於1961年10月14日將他晉牧。同年12月，駐華公使館升格為教廷大使馆，高理耀同時升任為首任駐華大使。他於1967年8月改任聖座駐印度大使，1977年6月14日至1979年4月28日期間擔任聖座代理國務卿（一般事務處），1979年4月28日改任為宗徒遺產管理局總裁。
教宗若望·保祿二世於1979年6月30日將他冊封為執事級樞機。他於1981年1月30日調任聖座經濟事務局。
他於1988年出任耶路撒冷聖墓騎士團總團長，同年5月23日接替就任。他於1995年榮休，由嘉祿·福諾接替出任耶路撒冷聖墓騎士團總團長。他於1990年11月26日獲冊封為司鐸級樞機，領勝利之后聖母堂區司鐸銜。
他於2005年10月14日在意大利去世，終年90歲。葬禮儀式於同月18日上午十時在聖伯多祿大殿舉行，由教宗本篤十六世主持。第二天運住家鄉阿韋利諾省的拉皮奧安葬。

## 牧徽

若瑟•卡普里奧樞機牧徽